# Phat Jam in Milano
Phat Jam in Milano – koncertowy album muzyczny saksofonisty jazzowego Archie Sheppa, nagrany przy współudziale rapera Napoleona Maddoxa. Nagrania zarejestrowano 19 listopada 2007 w Teatro Manzoni, w Mediolanie (we Włoszech), podczas festiwalu Aperitivo in Concerto. CD wydała 14 lipca 2009 wytwórnia Dawn of Freedom.

## Muzycy
- Archie Shepp – saksofon tenorowy, śpiew
- Cocheme'a Gastelum – saksofon altowy
- Oliver Lake – saksofon altowy
- Napoleon Maddox – śpiew, beatbox, instrumenty perkusyjne
- Joe Fonda – kontrabas
- Hamid Drake – perkusja

## Lista utworów
| 1. | "Dig" (Joe Fonda, Napoleon Maddox, Archie Shepp)                                 | 5:38    |
|    |                                                                                  |         |
| 2. | "Ill Biz." (Claire Daly, Napoleon Maddox)                                        | 11:04   |
|    |                                                                                  |         |
| 3. | "Kashmir" (John Bonham, Jimmy Page, Robert Plant, Napoleon Maddox)               | 11:36   |
|    |                                                                                  |         |
| 4. | "The Life We Chose" (Aaron Albano, Napoleon Maddox, Fred Sargolini, Jack Walker) | 6:18    |
|    |                                                                                  |         |
| 5. | "Revolution" (Archie Shepp)                                                      | 13:26   |
|    |                                                                                  |         |
| 6. | "Casket" (Matthew Anderson, Napoleon Maddox, Jack Walker)                        | 9:08    |
|    |                                                                                  |         |
| 7. | "Ill Biz. (radio edit)" (Claire Daly, Napoleon Maddox)                           | 3:38    |
|    |                                                                                  |         |
|    |                                                                                  | 1:00:48 |
|    |                                                                                  |         |

## Informacje uzupełniające
- Inżynier dźwięku – Gianni Grassilli
- Zdjęcia – Dario Villa, Roberto Cifarelli
- Rysunki – Woźniak
- Projekt artystyczny – Marjorie Guige